# Новиков, Борис Алексеевич
Борис Алексеевич Новиков (1917—1978) — генерал-майор Советской Армии, участник Великой Отечественной войны, Герой Советского Союза (1945).

## Биография
Борис Новиков родился 3 июля 1917 года в Москве. Окончил десять классов школы. В 1937 году Новиков был призван на службу в Рабоче-крестьянскую Красную Армию. В 1941 года он окончил Энгельсскую военную авиационную школу пилотов. С февраля 1942 года — на фронтах Великой Отечественной войны.
К концу войны капитан Борис Новиков командовал эскадрильей 214-го штурмового авиаполка 260-й штурмовой авиадивизии 4-й воздушной армии 2-го Белорусского фронта. За время своего участия в войне он совершил 114 боевых вылетов на штурмовку скоплений боевой техники и живой силы противника, нанеся ему большие потери.
Указом Президиума Верховного Совета СССР от 18 августа 1945 года за «образцовое выполнение боевых заданий командования на фронте борьбы с немецкими захватчиками и проявленные при этом мужество и героизм» капитан Борис Новиков был удостоен высокого звания Героя Советского Союза с вручением ордена Ленина и медали «Золотая Звезда» за номером 8210.
Участвовал в боях советско-японской войны. После её окончания продолжал службу в Советской Армии. В 1950 году Новиков окончил Военно-воздушную академию. В 1973 году в звании генерал-майора он был уволен в запас. Проживал в посёлке Монино Московской области. Умер 12 апреля 1978 года, похоронен на Гарнизонном кладбище в Монино.

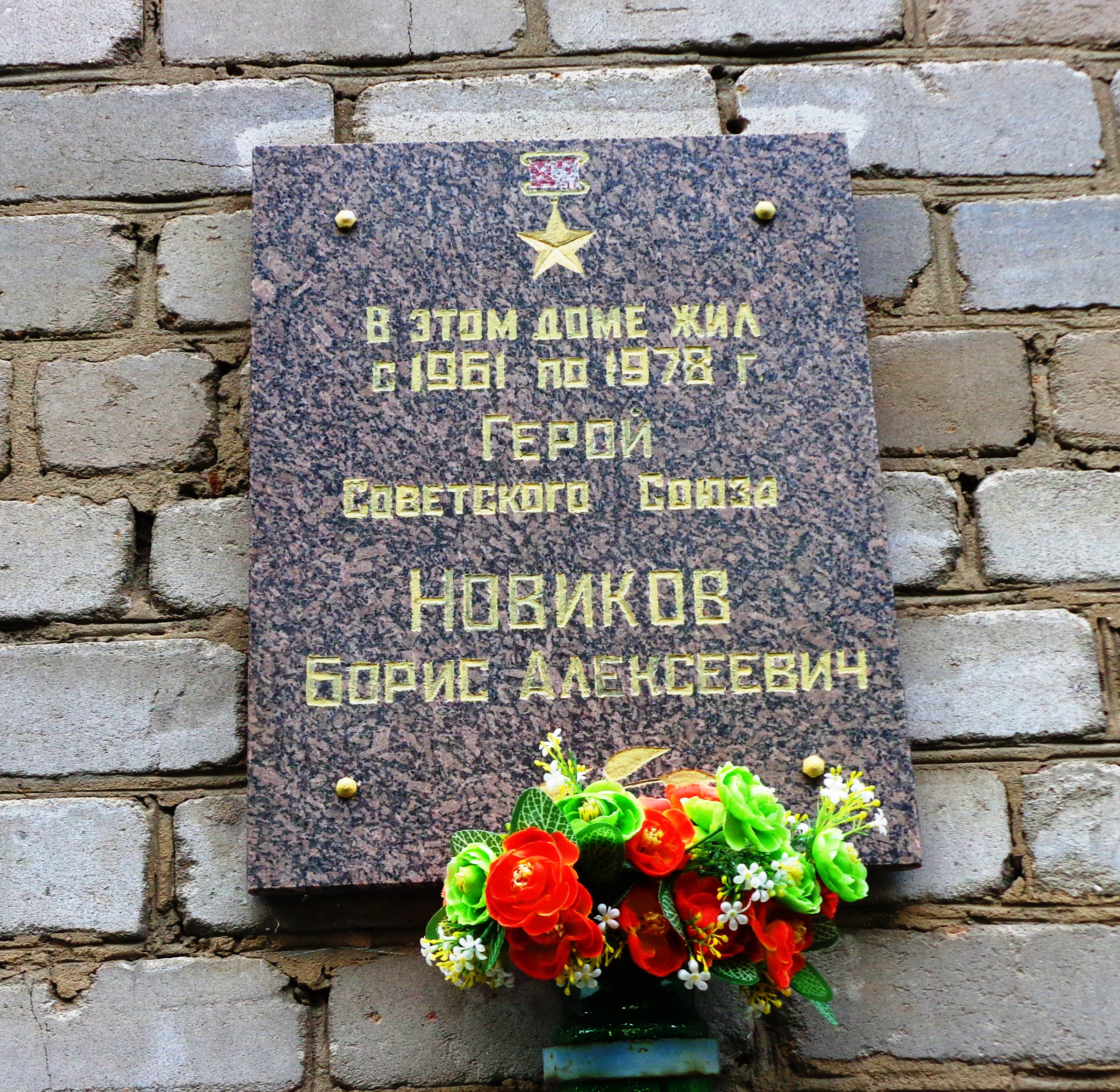
Мемориальная доска на доме в поселке Монино Московской области, где проживал Герой Советского Союза Б. А. Новиков

Был также награждён двумя орденами Красного Знамени, орденами Александра Невского и Отечественной войны 1-й степени, двумя орденами Красной Звезды, рядом медалей.

## Память
- В поселке Монино Московской области на доме 11 по улице Красовского, где проживал Герой Советского Союза Б. А. Новиков, установлена мемориальная доска.